# Christian Gómez Vargas
Christian Anthony Gómez Vargas (San Feliz, Puerto Ordaz; 23 de febrero de 1999) es un futbolista venezolano que juega como centrocampista. Actualmente es agente libre.

## Carrera
Gómez formó parte del Mineros de Guayana de 2017 a 2021, con el que disputó 44 partidos y marcó 2 goles. También ayudó al equipo a ganar la Copa Venezuela en 2017. En 2018 pasó una temporada cedido en el Atlético San Francisco dominicano, con el que el equipo quedó subcampeón de la liga.
El 16 de marzo de 2021, Gómez fichó por el Hartford Athletic de la USL Championship. Debutó con el Hartford el 13 de junio de 2021, apareciendo como suplente en el minuto 62 durante la derrota por 3-2 ante el Charlotte Independence.
En el 2022, Gómez fue fichado por el Angostura Futbol Club

## Trayectoria
| Club               | País           | Año        | Partidos | Goles | Asistencias | Promedio p/p |
| ------------------ | -------------- | ---------- | -------- | ----- | ----------- | ------------ |
| Mineros de Guayana | Venezuela      | 2017- 2021 | 42       | 2     | 0           | 0,00         |
| Hartford Athletic  | Estados Unidos | 2021- 2022 | 14       | 0     | 2           | 0,10         |
| Angostura F.C.     | Venezuela      | 2022- 2025 | 48       | 0     | 3           | 0,23         |
|                    |                | Total      | 67       | 13    | 0,19 Fuente |              |

## Honores

### Club
Mineros
- Copa Venezuela: 2017